# Chanae
Chanae (em tailandês: จะแนะ) é um distrito da província de Narathiwat, no sul da Tailândia.